# Cynorta guanjuina
Cynorta guanjuina is een hooiwagen uit de familie Cosmetidae.